# Петровский (Красносулинский район)
Петровский — хутор в Красносулинском районе Ростовской области.
Входит в состав Киселевского сельского поселения.

## География

### Улицы
- ул. Смоленская
- ул. Соломенная
- ул. Степная
- ул. Центральная

## Население
| 2010 |
| ---- |
| 136  |